# Vlag van Maldegem
De vlag van Maldegem werd door de gemeenteraad op 3 juni 1988 officieel vastgesteld als de gemeentelijke vlag van de Oost-Vlaamse gemeente Maldegem. Op 5 oktober 1988 werd hij door het Bestuur van Vlaanderen bevestigd en uiteindelijk gepubliceerd op 8 november 1989 in het officiële Belgisch Staatsblad.
Officieel wordt de vlag beschreven als:
Geel met een rood kruis en twaalf zoomsgewijze geplaatste rode mereltjes.
De vlag is volledig gebaseerd op het gemeentewapen en ziet er dus helemaal hetzelfde uit.

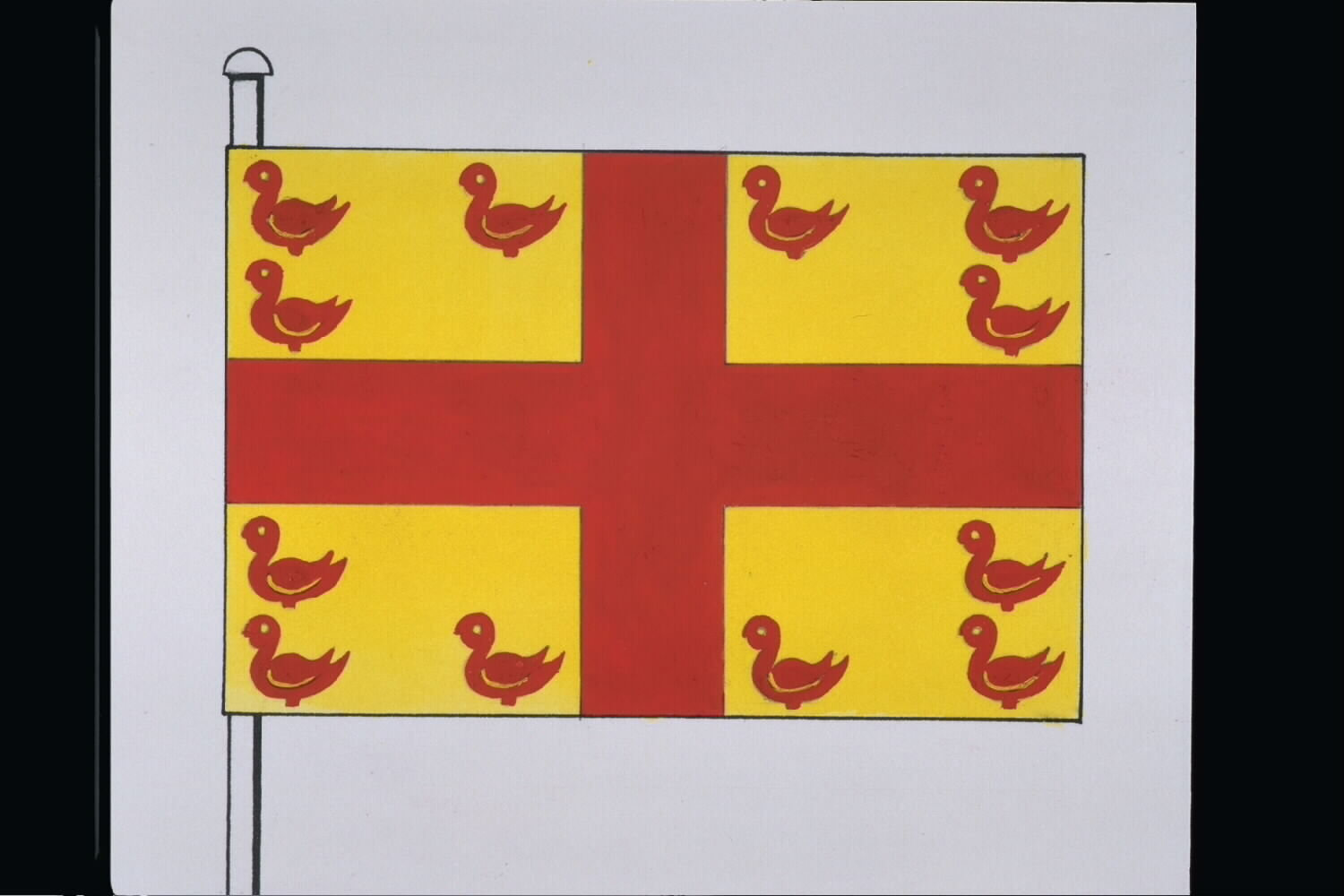
Officiële tekening van de vlag